# مالكوم روبرتسون (سياسي)
مالكوم روبرتسون (بالإنجليزية: Malcolm Robertson)‏ هو دبلوماسي وسياسي بريطاني وبريطاني (وحمل سابقاً جنسية المملكة المتحدة لبريطانيا العظمى وأيرلندا)، ولد في 2 سبتمبر 1877، وتوفي في 23 أبريل 1951. حزبياً، نشط في حزب المحافظين. وقد انتخب سفير المملكة المتحدة لدى الأرجنتين (1925 – 1929) وفي الانتخابات الفرعية في مجلس العموم البريطاني ‏، انتخب عضو برلمان المملكة المتحدة الـ37 عن دائرة Mitcham (UK Parliament constituency) ‏ (19 أغسطس 1940 – 15 يونيو 1945) وانتخب عضو مجلس الشورى البريطاني.